# Clematis patens 'Zoexci'
Cultivar
La clématite patens 'Zoexci' PBR & PPaf, portant le nom commercial de clématite patens exciting 'Zoexci' PBR & PPaf, est un cultivar de clématite obtenu en 2011 par J.Van Zoest aux Pays-Bas.
Exciting est distribué par les pépinières J.Van Zoest située à Boskoop aux Pays-Bas.

## Description
Au printemps puis simple à l'automne. Les étamines sont rouges. Elle fait partie des clématites du groupe 2. La fleur de cette clématite a entre 4 et 6 sépales et d'un diamètre de 4 à 6 cm
À taille adulte cette clématite s'élance entre 1 m et 1,50 m.

## Protection
'Zoexci' PBR & PPaf est protégé par l'Union internationale pour la protection des obtentions végétales sous licence PBR & PPaf sous le numéro : 20120835 du 23 avril 2012.

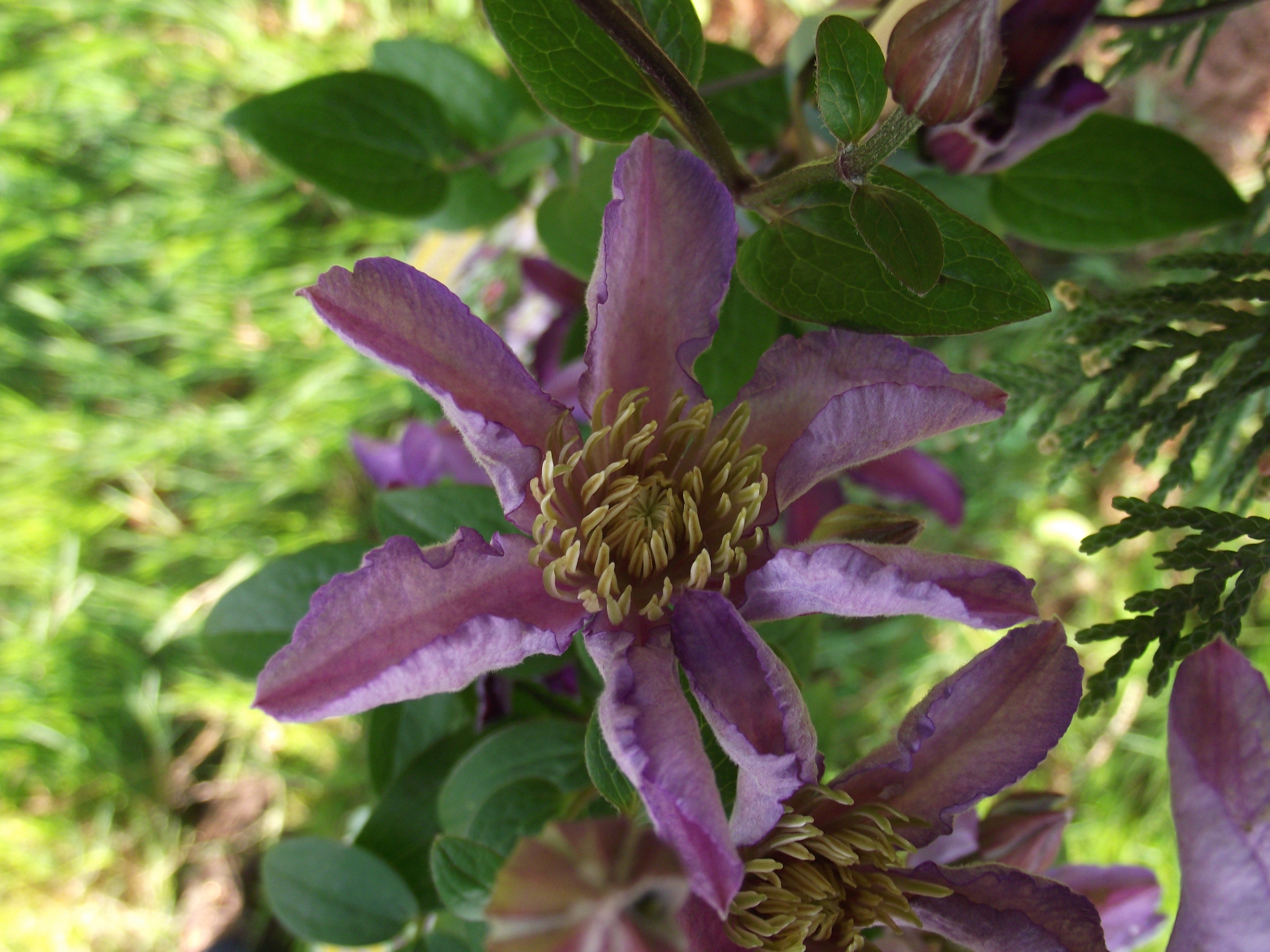
Clématite patens exciting 'Zoexci' PBR & PPaf

## Culture
La clématite Exciting s'épanouit très bien en pot ou en pleine terre. Cette clématite fleurit sur le bois de l'année précédente au printemps puis sur les pousses de l'année à l'automne.
Cette clématite résiste à des températures jusqu'à moins 20 degrés Celsius.

## Maladies et ravageurs
La clématite Exciting est sensible à l'excès d'eau ce qui pourra provoquer une pourriture du collet de la plante et ainsi la mort de la clématite.